# مائو دایچی
مائو دایچی (به ژاپنی: 大地真央 Mao Daichi)؛ زادهٔ ۵ فوریهٔ ۱۹۵۶) بازیگر اهل ژاپن است.